# موزه بزرگ استان (بندر عباس)
 موزه بزرگ استان  یکی از نقاط دیدنی استان هرمزگان واقع در شهر بندرعباس در بخش مرکزی شهرستان بندرعباس در استان هرمزگان در جنوب ایران واقع شده‌است.
این موزه با مساحت بالغ بر ۲۰۰۰ متر مربع در سه طبقه احداث گردیده و دارای چهار نگارخانه شامل مکتب، خانه و سکونت، بازار و کسب، زراعت و حیاط می‌باشد . 
این موزه توسط میراث فرهنگی هرمزگان راه اندازی گردیده و شامل کلیهٔ لوازم وصنایع دستی می‌باشد. در این موزه انواع وسایل پخت‌وپز آب کشی و نگهداری آب، پوشاک محلی ،، نسخ خطی، سکه‌های قدیمی و غیره نگهداری می‌شود.